# Salvador Seijas
Salvador Seijas y Garnacho (Fuentes de Nava, 1837-Valladolid, 1913) fue un pintor y decorador español.

## Biografía
Nació en 1837. Natural de la localidad palentina de Fuentes de Nava, fue discípulo de la Escuela de Bellas Artes de Valladolid y de Agapito López San Román. En la Exposición Nacional de 1871 presentó el cuadro Fantasía de Dante; en la de 1878 La caída del prior, Florero, La madre y Cristo muerto. También fueron de su mano un cuadro de la Conversión de San Pablo, los trasparentes del colegio de Valladolid y otros trabajos, como pinturas en los techos del pasaje Gutiérrez. Falleció en Valladolid el 3 de enero de 1913.